# Windermeria aitkeni
Windermeria aitkeni (лат.) — вымерший организм эдиакарского периода. Известен по единственному экземпляру окаменелостей, найденному в Канаде, на Северо-Западных территориях. Единственный вид рода Windermeria.
Размеры 16,4 на 7,9 мм. Вытянутое овальное тело, разделено на восемь приблизительно равных по размеру поперечных сегментов. Вдоль тела, пересекая сегменты, проходит борозда.
Несколько напоминает дикинсонию. Предположительно, относится к тому же семейству Dickinsoniidae. В таком случае виндермерия — единственный представитель семейства, найденный за пределами Австралии и Восточной Европы.
Родовое название Windermeria — от англ. Windermere System, названия обширной системы скал вулканического и осадочного происхождения в Северной Америке. Видовое — в честь James Drynan Aitken (1928—2002), канадского геолога.